# Aspergillus candidus
Aspergillus candidus är en svampart som beskrevs av Link 1809. Aspergillus candidus ingår i släktet Aspergillus och familjen Trichocomaceae.   Inga underarter finns listade i Catalogue of Life.